# 三国命

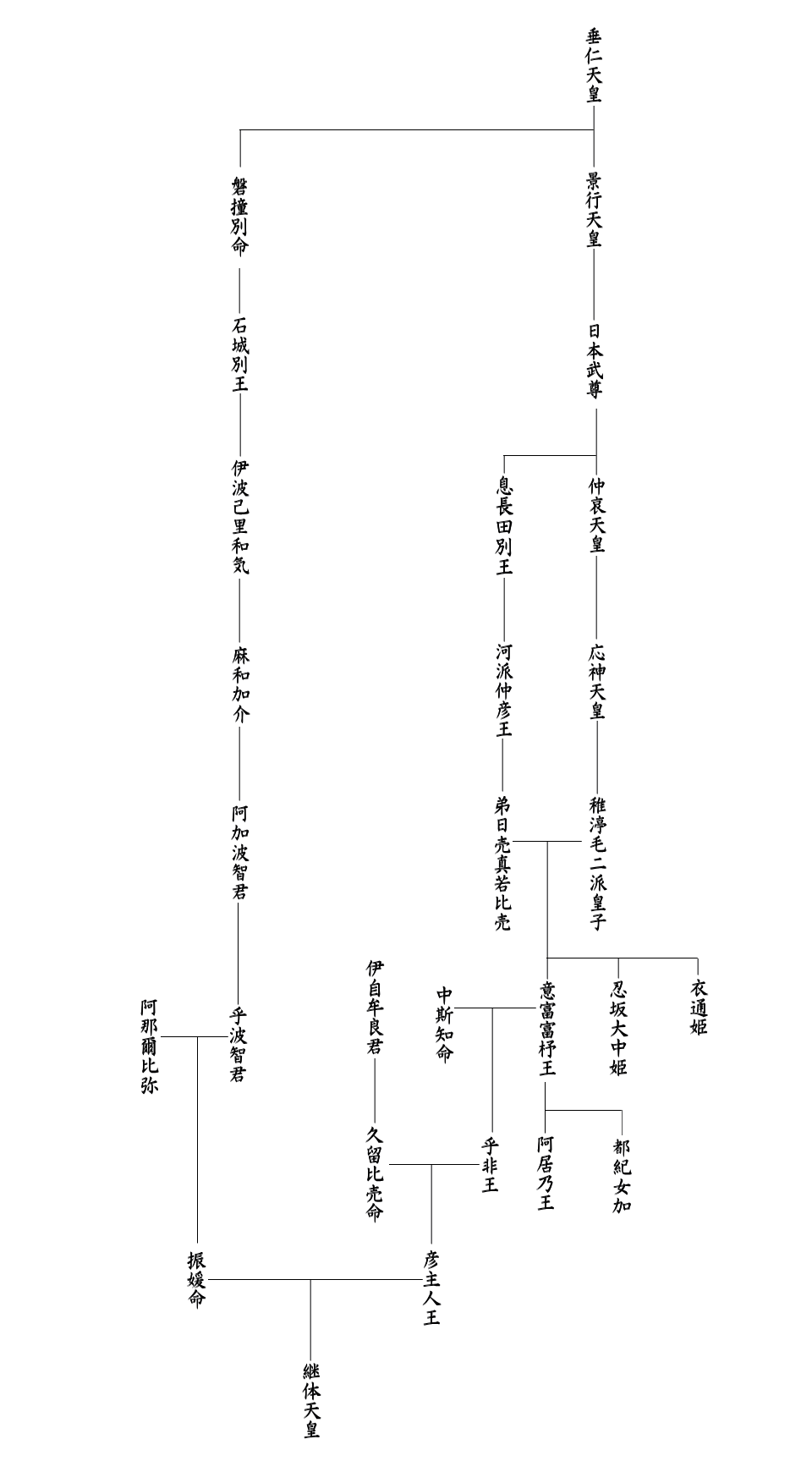
継体天皇関係系図

三国命（みくにのみこと）は、「上宮記」逸文に記される日本古代の5世紀頃の豪族。

## 概要
三国命の名前は、『釈日本紀』巻十三所引の「上宮記」逸文の系譜に見えるのみである。
上記の史料によると、継体天皇の父親の彦主人が美人である振媛を見初めて結婚したが、王亡き後、母親の振媛が親族のいない土地での養育の難しさを考えて、直系尊属である三国命のいる高向の村（現在の福井県坂井市丸岡町）に帰ったと伝えられている。これと同じ内容の文が『日本書紀』巻第十七冒頭部にあるが、三国命の名前は現れない。